# Rick Kelly
Rick Kelly (né le 17 janvier 1983 à Mildura, Victoria (Australie), est un pilote automobile australien. C'est un pilote de V8 Supercars, dans l'équipe Jack Daniel's Racing.
Rick Kelly a été titré en 2006 au dernier meeting en devançant de 37 petits points le triple vainqueur du championnat Craig Lowndes.
Il a gagné également les 1000 km de Bathurst en 2003 et 2004 avec Greg Murphy. 
En 2009, il rejoint le Jack Daniels's Racing et fait équipe avec son frère, Todd Kelly.

## Carrière
| Saison | Series                                   | Position | Voiture                      | Equipe                                |
| ------ | ---------------------------------------- | -------- | ---------------------------- | ------------------------------------- |
| 2000   | Championnat de formule Ford Australienne | 2e       | Stealth Van Diemen RF94 Ford |                                       |
| 2001   | Championnat d'Australie des pilotes      | 1er      | Reynard 94D Holden           | Birrana Racing                        |
| 2001   | V8 Supercars                             | 47e      | Holden VX Commodore          | K-Mart Racing Team Holden Racing Team |
| 2002   | V8 Supercars                             | 12e      | Holden VX Commodore          | Holden Young Lions                    |
| 2003   | V8 Supercars                             | 8e       | Holden VX Commodore          | K-mart Racing Team                    |
| 2004   | V8 Supercars                             | 6e       | Holden VY Commodore          | K-mart Racing Team                    |
| 2005   | V8 Supercars                             | 8e       | Holden VZ Commodore          | HSV Dealer Team                       |
| 2006   | V8 Supercars                             | 1er      | Holden VZ Commodore          | HSV Dealer Team                       |
| 2007   | V8 Supercars                             | 4e       | Holden VE Commodore          | HSV Dealer Team                       |
| 2008   | V8 Supercars                             | 7e       | Holden VE Commodore          | HSV Dealer Team                       |
| 2009   | V8 Supercars                             | 8e       | Holden VE Commodore          | Jack Daniel's Racing                  |
| 2010   | V8 Supercars                             | 8e       | Holden VE Commodore          | Jack Daniel's Racing                  |
| 2011   | V8 Supercars                             | 6e       | Holden VE Commodore          | Jack Daniel's Racing                  |
| 2012   | V8 Supercars                             | 14e      | Holden VE Commodore          | Jack Daniel's Racing                  |
| 2013   | V8 Supercars                             | 14e      | Nissan Altima                | Jack Daniel's Racing                  |
| 2014   | V8 Supercars                             | 13e      | Nissan Altima                | Jack Daniel's Racing                  |
| 2015   | V8 Supercars                             | 9e       | Nissan Altima                | Jack Daniel's Racing                  |
| 2016   | V8 Supercars                             | 13e      | Nissan Altima                | Jack Daniel's Racing                  |